# Hansenius vosseleri
Hansenius vosseleri är en spindeldjursart som beskrevs av Beier 1944. Hansenius vosseleri ingår i släktet Hansenius och familjen tvåögonklokrypare. Inga underarter finns listade i Catalogue of Life.